# Негривода, Андрей Алексеевич
Андрей Алексеевич Негривода (род. 1 января 1968, Одесса, Украинская ССР) — российский литератор-прозаик, драматург, сценарист, актёр. Заслуженный артист Российской Федерации (2006), Член Союза писателей России (2008).  
В прошлом офицер СпН. Получил несколько ранений. 
В 1995 году окончил Киевский государственный институт театрального искусства им. Карпенко-Карого (КГИТИ).
С 1996 по 1998 актер Одесского академического театра музыкальной комедии им. М. Водяного.

Сыграл в кино более 80 ролей

## Творчество

### Роли в кино
- 1994 Поезд до Бруклина — сосед по купе
- 1994 Музыка, любовь, афера — игрок
- 2002 Семейка — настройщик
- 2004—2005 Исцеление любовью — бизнесмен
- 2004 Москва. Центральный округ 2 — Арсен, вор в законе
- 2006 Утёсов. Песня длиною в жизнь — налётчик
- 2007—2012 След — банкир
- 2008 Час Волкова 2 сезон — телохранитель
- 2008—2011 Обручальное кольцо — бизнесмен
- 2009 Глухарь. Продолжение — милиционер, сотрудник РОВД
- 2009 Меч — участковый
- 2009 Тайные знаки 2 сезон — Закир-шах, Король Афганистана (главная роль)
- 2009 Записки экспедитора тайной канцелярии — палач
- 2010 Записки экспедитора тайной канцелярии-2 — палач
- 2010 Братаны 2 — командир спецназа
- 2010 Вы заказывали убийство — капитан ДПС
- 2010 Гаражи, серия «Враг народа» — Федоров, капитан ГИБДД
- 2010 Дворик — бригадир грузчиков
- 2010 Детективное агентство «Иван да Марья» — майор милиции
- 2010 Зверобой 2 сезон — эксперт по пожарной безопасности
- 2010 Здесь кто-то есть… — Рогов, прораб
- 2010 Зоя — помощник кинооператора
- 2010 Невидимки 2 сезон — Зайко, украинский оперативник
- 2010 Однажды в милиции, серия «Художник с того света» — охранник картинной галереи
- 2010 Петля — эксперт-криминалист
- 2010 Русский крест — командир разведгруппы
- 2010 Супруги — прапорщик из райвоенкомата
- 2010 Черкизона. Одноразовые люди — жилец коммуналки с Украины
- 2010 Шахта — спасатель МЧС
- 2010 Школа для толстушек — начальник ЧОПа
- 2010—2011 Глухарь. Возвращение — врач скорой помощи
- 2010—2012 Важняк — Игорь Соловьев, депутат, олигарх (главная роль)
- 2011 Адвокат 8 сезон, серия «Последний пенальти» — менеджер футбольной команды
- 2011 Геймеры — "Злодей", уголовный авторитет
- 2011 Голубка — ефрейтор, автомеханик
- 2011 Девичья охота — мэр города
- 2011 Записки экспедитора Тайной канцелярии 2 — палач
- 2011 Лесник — Никсон, вор в законе (главная роль)
- 2011 Метод Лавровой : серия «Призрак» — Долгов, генерал
- 2011 Москва. Три вокзала — Скрудж, скупщик драгоценностей
- 2011 Москва. Центральный округ 3 — ветеран-афганец
- 2011 Проездной билет — охранник радиостанции
- 2011 Раскол — палач
- 2011 Срочно в номер 3 сезон — Андрей Николаевич, начальник охраны клуба
- 2011 Терминал — начальник ЧОПа
- 2011 Профиль убийцы — "Седой", вор в законе
- 2012 Алиби надежда, алиби любовь — клиент Нади
- 2012 Братья — Карел, вор в законе / Гущенков, бизнесмен (главная роль)
- 2012 Геймеры — Злодей, уголовный авторитет
- 2012 Гражданка начальница. Продолжение — Евгений Купцов, преступник (главная роль)
- 2012 Дело следователя Никитина — Майор НКВД Егоров, личный помощник Ягоды
- 2012 Счастливы вместе — лесник, охотник
- 2012 Петрович, серия «Призрак» — прокурор
- 2012 Топтуны — Разгон, уголовный авторитет
- 2012 Братаны 3 сезон — налётчик
- 2012 Учитель в законе. Возвращение — Зубр, уголовный авторитет
- 2013 Под прицелом объектива — Швидко, дальнобойщик
- 2013 Москва. Центральный округ-4 — Зуб, вор в законе
- 2013 Второй убойный — Коневец, киллер-снайпер
- 2013 МосГаз — Помощник Н. С. Хрущёва
- 2013 Дэльта — Мамонт, руководитель ОПГ
- 2013 Человек ниоткуда — Сиплый, уголовный авторитет
- 2013 Идеальный мужчина — Дядя Коля, отставной прапорщик ВДВ
- 2014 Розыск — Соловьёв Андрей Иванович, бизнесмен / «Соловей» руководитель ОПГ (главная роль)
- 2014 Нежные руки — Директор кладбища
- 2014 Легавый-2 — Рудый, литовский националист
- 2014 Пропавшие без вести — Юрий Петрович, прораб
- 2014 Паутина-8 — Багир, воровской авторитет
- 2014 Моя последняя свадьба, или как это делалось в Одессе — Андрей Чайка, рассказчик (главная роль)
- 2014 У Чёрного моря… — Евтихий Проценко (главная роль)
- 2015 Алёшка — Мефодий Чайка, отец Алёшки (главная роль)
- 2015 Дуськин взвод — Иван Посевной (главная роль)
- 2015 Я умер вчера… — Волохов Алексей Иванович, врач-психиатр (главная роль)
- 2019 Lost with Mom — Сергей (егерь) (главная роль). Кинокомпания Beijing Joyleader Co. Ltd (Китай), режиссер - Xu Zheng (Китай)

постановщик трюковых сцен, военный консультант
- 2010 Братаны 2
- 2011 Терминал
- 2014 У Чёрного моря
- 2015 Алёшка
- 2015 Дуськин взвод
- 2015 Я умер вчера…

### Проза
Источник — Электронные каталоги РНБ
- Негривода А. "Сделать невозможное" : роман. — (Спецназ. Война глазами профи).
- Негривода А. "Огненный торнадо" : роман. — (Спецназ. Война глазами профи).
- Негривода А. "Железный прапор" : роман. — (Спецназ. Война глазами профи).
- Негривода А. "Подвиг в прайс" не забьешь : роман. — (Наёмник).
- Негривода А. "Спецназ против пиратов" : роман. — (Наёмник).
- Негривода А. "Джунгли убивают нежно" : роман. — (Наёмник).
- Негривода А. "Человек войны" : роман. — (Наёмник).
- Негривода А. "Месть легионера" : роман. — (Наёмник).
- Негривода А. Разведывательно-диверсионная группа. «Бандера» : роман. — (Солдаты XXI века. Разведчики-диверсанты).
- Негривода А. Разведывательно-диверсионная группа. «Братишки» : роман. — (Солдаты XXI века. Разведчики-диверсанты).
- Негривода А. Разведывательно-диверсионная группа. «Гот» : роман. — (Солдаты XXI века. Разведчики-диверсанты).
- Негривода А. Разведывательно-диверсионная группа. «Док» : роман. — (Солдаты XXI века. Разведчики-диверсанты).
- Негривода А. Разведывательно-диверсионная группа. «Индеец» : роман. — (Солдаты XXI века. Разведчики-диверсанты).
- Негривода А. Разведывательно-диверсионная группа. «Кабарда» : роман. — (Солдаты XXI века. Разведчики-диверсанты).
- Негривода А. Разведывательно-диверсионная группа. «Кондор» : роман. — (Солдаты XXI века. Разведчики-диверсанты).
- Негривода А. Разведывательно-диверсионная группа. «Кэт» : роман. — (Солдаты XXI века. Разведчики-диверсанты).
- Негривода А. Разведывательно-диверсионная группа. «Медведь» : роман. — (Солдаты XXI века. Разведчики-диверсанты).
- Негривода А. Разведывательно-диверсионная группа. «Мулла» и «Бай» : роман. — (Солдаты XXI века. Разведчики-диверсанты).
- Негривода А. Разведывательно-диверсионная группа. «Слон» : роман. — (Солдаты XXI века. Разведчики-диверсанты).
- Негривода А. Разведывательно-диверсионная группа. «Тюлень» : роман. — (Солдаты XXI века. Разведчики-диверсанты).
- Негривода А. Разведывательно-диверсионная группа. «Задира» : роман. — (Солдаты XXI века. Разведчики-диверсанты).
- Негривода А. Разведывательно-диверсионная группа. «Питон» : роман. — (Солдаты XXI века. Разведчики-диверсанты).
- Негривода А. Разведывательно-диверсионная группа. «Брат» : роман. — (Солдаты XXI века. Разведчики-диверсанты).
- Негривода А. Разведывательно-диверсионная группа. «Бульба» : роман. — (Солдаты XXI века. Разведчики-диверсанты).
- Негривода А. Разведывательно-диверсионная группа. «Ганс» : роман. — (Солдаты XXI века. Разведчики-диверсанты).
- Негривода А. Разведывательно-диверсионная группа. «Змей» : роман. — (Солдаты XXI века. Разведчики-диверсанты).
- Негривода А. Разведывательно-диверсионная группа. «Филин» : роман. — (Солдаты XXI века. Разведчики-диверсанты).
- Негривода А. Разведывательно-диверсионная группа. «Филин - ночной хищник» : роман. — (Солдаты XXI века. Разведчики-диверсанты).
- Негривода А. "Цель вижу!" : роман. — (Неизвестные герои).
- Негривода А. "Цель вижу! - 2" : роман. — (Неизвестные герои).
- Негривода А. "Совсекретно" : роман. — (Неизвестные герои).
- Негривода А. "Алёшка" : роман. — (Неизвестные герои).
- Негривода А. "Дуськин взвод" : роман. — (Герои Великой войны).
- Негривода А. "Боцман" : роман. — (Герои Великой войны).
- Негривода А. "Маруся спасёт!" : роман. — (Герои Великой войны).
- Негривода А. "Шашка, конь, казачья честь!" : роман. — (Герои Великой войны).
- Негривода А. "41-й. У Чёрного моря..." : роман. — (Санинструктор. Герои Великой войны).
- Негривода А. "42-й. Ни шагу назад!" : роман. — (Санинструктор. Герои Великой войны).
- Негривода А. "43-й. Сожжённая Украина" : роман. — (Санинструктор. Герои Великой войны).
- Негривода А. "44-й. Братья-славяне..." : роман. — (Санинструктор. Герои Великой войны).
- Негривода А. "45-й. Пора домой..." : роман. — (Санинструктор. Герои Великой войны).
- Негривода А. "Спасти и сохранить!" : роман. — (Герои Великой войны).
- Негривода А. "Танго теней" : роман. — (Криминальные войны).
- Негривода А. "Капли Солнца" : роман. — (Криминальные войны).

### Драматургия
Написал сценарии (некоторые в соавторстве):
- 2009 — Цель вижу! (в соавторстве с Е.Сокуровым) (по одноимённому роману Негривода А.) кинокомпания "Синебридж"
- 2011 — Инсар (в соавторстве с А.Куляминым) (по роману Негривода А. «Танго теней» (ТВ) (в производстве)
- 2011 — На грани любви (в производстве)
- 2012 — Байки одессита (моноспектакль)
- 2012 — Моя последняя свадьба, или как это делалось в Одессе (в производстве)
- 2012 — И была победа… (по роману Негривода А. «Цель вижу! — 2») (в производстве)
- 2013 — Алёшка (по одноимённому роману Негривода А.) (в производстве)
- 2013 — У Чёрного моря… (по одноимённому Негривода А. "Санинструктор. 41-й. У Чёрного моря) (в производстве)
- 2013 — Дуськин взвод (по одноимённому роману Негривода А.) (в производстве)
- 2014 — Боцман (по одноимённому роману Негривода А.) (в производстве)
- 2014 — Спасти и сохранить (по одноимённому роману Негривода А.) (в производстве)
- 2014 — Буханочка (по одноимённому роману Негривода А.) (в производстве)
- 2016 — Осенью 41-го (по роману Негривода А.) кинокомпания "Леда-фильм"
- 2017 — Филин (по одноимённому роману Негривода А.) (в производстве)
- 2020 — Яшка-Буксир (по одноимённому роману Негривода А.) (в производстве)
- 2020 — Возвращайтесь, мальчики... (по одноимённому роману Негривода А.) (в производстве)
- 2021 — Умирать приказа не было... (по одноимённому роману Негривода А.) (в производстве)

## Награды и признание
- Специальный диплом жюри международного литературного конкурса военных писателей имени Героя Советского Союза В. В. Карпова «Служу народу и Отечеству!» (2008)
- Гран-при всероссийского литературного конкурса военно-патриотической книги «Твои, Россия, сыновья!»(2008)
- Член Союза писателей России (2008)
- Медаль Союза писателей России (2008) — за победу во всероссийском литературном конкурсе военно-патриотической книги «Твои, Россия, сыновья!»
- Медаль А. С. Грибоедова (2009) — за большой вклад в военно-патриотическую литературу